# Cnemidophorus flagellicaudus
Cnemidophorus flagellicaudus är en ödleart som beskrevs av  Lowe och WRIGHT 1964. Cnemidophorus flagellicaudus ingår i släktet Cnemidophorus och familjen tejuödlor. IUCN kategoriserar arten globalt som livskraftig. Inga underarter finns listade i Catalogue of Life.